# Матеуш Келішковский
Матеуш Келішковский (пол. Mateusz Kieliszkowski, нар. 1992, Машево, Польща) — відомий польський стронгмен. Наймолодший учасник змагання Арнольд Класік Стронґмен та перший поляк що брав участь у цих змаганнях (відбулися у 2014 році). Того ж 2014 переміг у змаганні Найсильніша Людина Польщі. У 2015 році значно покращив свій скуток та посів 3-тє місце в загальному заліку. Після такого вдалого виступу Пшемислав Шуба (Голова польської асоціації зі стронґмену) заявив що цей здобуток відкриває нові можливості для розвитку молодого спортсмена та сприяє розвитку його міжнародної кар'єри. 
У березні 2020 року зайняв 2 місце на турнірі Arnold Strongman Classic 2020.